# Міністерство внутрішніх справ СРСР
Міністерство внутрішніх справ СРСР — центральний союзно-республіканський орган державного управління Союзу Радянських Соціалістичних Республік по боротьбі зі злочинністю та підтриманню громадського порядку в 1946–1960 і 1968–1991 роках. До розпаду СРСР об'єднував 15 республіканських МВС союзних республік. Чисельність у 1953 році — 1 095 678 осіб

## Історія міністерства

### 1946–1960 роки
18 березня 1946 року V сесія Верховної Ради СРСР прийняла Закон про перетворення Ради Народних Комісарів СРСР у Раду Міністрів СРСР, а народних комісаріатів — у міністерства. НКВС СРСР перетворюється у Міністерство внутрішніх справ СРСР (МВС СРСР).
У січні 1947 постановою Ради Міністрів СРСР внутрішні війська з МВС СРСР передаються до МДБ СРСР. Прикордонні війська, конвойні частини і війська МВС з охорони об'єктів промисловості та залізниць залишаються в підпорядкуванні МВС СРСР. Починається процес виведення силової складової з МВС СРСР, до 1953 року в складі МВС залишаються табори, управління та підприємства виробничо-господарської діяльності (будівельні, геологорозвідки, видобутку корисних копалин, лісові тощо).
- У серпні 1947 прийнято постанову Ради Міністрів СРСР, за якою Відділ урядового зв'язку та Управління військ урядового зв'язку із відання МВС передаються до МДБ СРСР.
- У квітні 1948 частини з охорони особливо важливих об'єктів промисловості МВС СРСР передаються МДБ СРСР.
- У жовтні 1949 відповідно до постанови Ради Міністрів СРСР від 13 жовтня 1949 Військово-будівельне управління, Головне управління прикордонних військ (ГУПВ) і частини прикордонних військ, Головне управління міліції (карний розшук, ОБХСС, міліція) передані у відання МГБ СРСР.
- У березні 1949 згідно з постановою Ради Міністрів СРСР із трьох спеціальних відділів МВС до складу МДБ передане Державне сховище цінностей, на базі якого організовано Спецвідділ (Гохран) МДБ СРСР.
- У липні 1950 Особлива нарада та Головне управління з оперативного розшуку (боротьба з бандитизмом) з МВС СРСР передані у відання МДБ СРСР.

Після смерті Й. В. Сталіна на спільному засіданні Пленуму ЦК КПРС, Ради Міністрів СРСР і Президії Верховної Ради СРСР прийнято рішення про об'єднання МДБ СРСР і МВС СРСР в одне Міністерство — МВС СРСР. Відповідний закон прийнятий 15 березня 1953 року. Л. П. Берія призначений Міністром внутрішніх справ СРСР та заступником Голови Ради Міністрів СРСР.

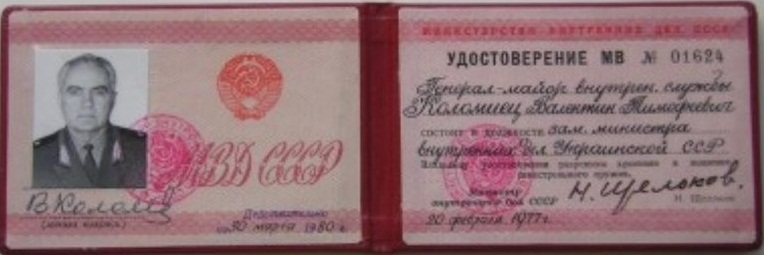
Службове посвідчення заступника міністра МВС УРСР, 1985

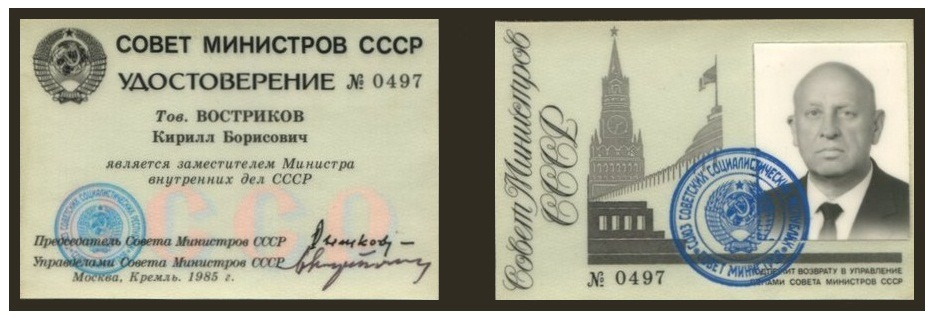
Службове посвідчення заступника міністра МВС СРСР, 1985

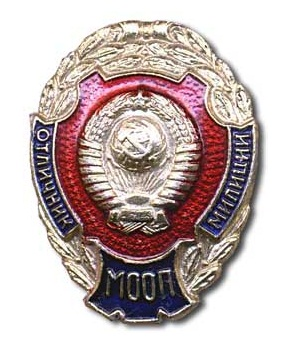
Знак «Відмінник Міліції» МООП

У березні 1953 у зв'язку зі звільненням МВС СРСР від виробничо-господарської діяльності з МВС СРСР до складу інших міністерств і відомств передано понад 21 підрозділу. Також у Міністерство юстиції СРСР передані Головне управління таборів, Управління дитячих колоній і виправно-трудові установи, за винятком тих, де містилися засуджені за державні злочини.
У червні 1953 міністром внутрішніх справ СРСР знову призначений Круглов Сергій Никифорович.
1 вересня 1953 Указом Президії Верховної Ради СРСР скасована Особлива нарада при Міністрові внутрішніх справ.
21 січня 1954 року Постановою РМ СРСР Головне управління таборів (ГУЛАГ) і Управління дитячих колоній (УДК) з Міністерства юстиції СРСР знову передані до складу МВС СРСР.
За даними МВС СРСР на 1 квітня 1954 в ГУЛазі було 1 млн 360 тис. ув'язнених. Із них за контрреволюційні злочини відбували покарання 448 тис. осіб, за тяжкі кримінальні злочини — близько 680 тис. Серед ув'язнених майже 28% становила молодь до 25 років.
13 березня 1954 року Указом Президії Верховної Ради СРСР утворений Комітет державної безпеки (КДБ) при Раді Міністрів СРСР і його Головою призначений колишній Перший заступник Міністра внутрішніх справ СРСР Сєров Іван Олександрович. Міліція залишилася у складі МВС СРСР.
У лютому 1956 міністром внутрішніх справ СРСР призначений Дудоров Микола Павлович.
25 жовтня 1956 року ЦК КПРС і Рада Міністрів СРСР прийняли постанову «Про заходи щодо поліпшення роботи Міністерства внутрішніх справ СРСР». Органи МВС реорганізовані в управління (відділи) внутрішніх справ виконкомів Рад. Тим самим відроджувалася система подвійного підпорядкування: місцевим Радам і вищим органам МВС.
13 січня 1960 року Міністерство внутрішніх справ СРСР було ліквідовано; його функції передані міністерствам внутрішніх справ союзних республік.
Історія союзно-республіканського відомства (НКВД, МВС), яке практично повністю контролювало життя Радянської держави, перервалася на шість з половиною років.

### Міністерство охорони громадського порядку (МООП)
26 липня 1966 року Указом Президії Верховної Ради СРСР «Про створення Союзно-республіканського міністерства охорони громадського порядку СРСР» було відновлено централізоване управління органами міліції в масштабі країни (МОГП СРСР).

### МВС СРСР
25 листопада 1968 року Президія Верховної Ради СРСР прийняла Указ «Про перейменування Міністерства охорони громадського порядку СРСР на Міністерство внутрішніх справ СРСР».
26 грудня 1991 року Рада Республік Верховної Ради СРСР прийняла декларацію № 142-Н про припинення існування СРСР у зв'язку з утворенням СНД. Всі органи, установи та організації МВС СРСР на території республік були переведені під юрисдикцію цих республік із включенням їх до республіканських систем МВС.

## Керівники[4]
| №                                         | Ім'я (Роки життя)                      | Ім'я (Роки життя)                                                   | Строк повноважень                      | Строк повноважень                      | Глава уряду                                              |
| №                                         | Ім'я (Роки життя)                      | Ім'я (Роки життя)                                                   | Початок                                | Кінець                                 | Глава уряду                                              |
| Народний комісар внутрішніх справ СРСР    | Народний комісар внутрішніх справ СРСР | Народний комісар внутрішніх справ СРСР                              | Народний комісар внутрішніх справ СРСР | Народний комісар внутрішніх справ СРСР | Народний комісар внутрішніх справ СРСР                   |
| ----------------------------------------- | -------------------------------------- | ------------------------------------------------------------------- | -------------------------------------- | -------------------------------------- | -------------------------------------------------------- |
| 1                                         |                                        | Генеральний комісар держбезпеки Генріх Григорович Ягода (1891–1938) | 10 липня 1934                          | 25 вересня 1936                        | В'ячеслав Молотов (1930–1941)                            |
| 2                                         |                                        | Генеральний комісар держбезпеки Микола Іванович Єжов (1895–1940)    | 26 вересня 1936                        | 25 листопада 1938                      | В'ячеслав Молотов (1930–1941)                            |
| 3                                         |                                        | Маршал Радянського Союзу Лаврентій Павлович Берія (1899–1953)       | 25 листопада 1938                      | 29 грудня 1945                         | В'ячеслав Молотов (1930–1941) Йосип Сталін (1941–1953)   |
| 4                                         |                                        | Генерал-полковник Сергій Никифорович Круглов (1907–1977)            | 29 грудня 1945                         | 15 березня 1946                        | Йосип Сталін (1941–1953)                                 |
| Міністр внутрішніх справ СРСР             |                                        |                                                                     |                                        |                                        |                                                          |
| 1                                         |                                        | Генерал-полковник Сергій Никифорович Круглов (1907–1977)            | 19 березня 1946                        | 5 березня 1953                         | Йосип Сталін (1941–1953)                                 |
| 2                                         |                                        | Маршал Радянського Союзу Лаврентій Павлович Берія (1899–1953)       | 5 березня 1953                         | 26 червня 1953                         | Георгій Маленков (1953–1955)                             |
| 3                                         |                                        | Генерал-полковник Сергій Никифорович Круглов (1907–1977)            | 26 червня 1953                         | 31 січня 1956                          | Георгій Маленков (1953–1955) Микола Булганін (1955–1958) |
| 4                                         |                                        | Микола Павлович Дудоров (1906–1977)                                 | 31 січня 1956                          | 13 січня 1960                          | Микола Булганін (1955–1958) Микита Хрущов (1958–1964)    |
| Міністр охорони громадського порядку СРСР |                                        |                                                                     |                                        |                                        |                                                          |
| 1                                         |                                        | Генерал-полковник Микола Онисимович Щолоков (1910–1984)             | 17 вересня 1966                        | 25 листопада 1968                      | Олексій Косигін (1964–1980)                              |
| Міністр внутрішніх справ СРСР             |                                        |                                                                     |                                        |                                        |                                                          |
| 5                                         |                                        | Генерал армії Микола Онисимович Щолоков (1910–1984)                 | 25 листопада 1968                      | 17 грудня 1982                         | Олексій Косигін (1964–1980) Микола Тихонов (1980–1985)   |
| 6                                         |                                        | Генерал армії Віталій Васильович Федорчук (1918–2008)               | 17 грудня 1982                         | 24 січня 1986                          | Микола Тихонов (1980–1985) Микола Рижков (1985–1990)     |
| 7                                         |                                        | Генерал-полковник Олександр Володимирович Власов (1932–2002)        | 24 січня 1986                          | 20 жовтня 1988                         | Микола Рижков (1985–1990)                                |
| 8                                         |                                        | Генерал-лейтенант Вадим Вікторович Бакатін (н. 1937)                | 20 жовтня 1988                         | 1 грудня 1990                          | Микола Рижков (1985–1990)                                |
| 9                                         |                                        | Генерал-полковник Борис Карлович Пуго (1937–1991)                   | 1 грудня 1990                          | 22 серпня 1991                         | Микола Рижков (1985–1990) Валентин Павлов (1991)         |
| 10                                        |                                        | Генерал-полковник Віктор Павлович Баранніков (1940–1995)            | 29 серпня 1991                         | 26 грудня 1991                         | Іван Сілаєв (1991)                                       |